# Major League Soccer 1997
La Major League Soccer 1997 è stata la seconda edizione del campionato di calcio statunitense.
Il regolamento prevedeva che in caso di pareggio al termine dei novanta minuti regolamentari la partita venisse decisa agli shootout.

## Regular Season

### Eastern Conference
| Pos. | Squadra              | Pt | G  | V  | P  | GF | GS | DR  |
| ---- | -------------------- | -- | -- | -- | -- | -- | -- | --- |
| 1    | D.C. United          | 55 | 32 | 21 | 11 | 70 | 53 | +17 |
| 2    | Tampa Bay Mutiny     | 45 | 32 | 17 | 15 | 55 | 60 | -5  |
| 3    | Columbus Crew        | 39 | 32 | 15 | 17 | 42 | 41 | +1  |
| 4    | N.E. Revolution      | 37 | 32 | 15 | 17 | 40 | 53 | -13 |
| 5    | N.Y./N.J. MetroStars | 35 | 32 | 13 | 19 | 43 | 53 | -10 |

### Western Conference
| Pos. | Squadra         | Pt | G  | V  | P  | GF | GS | DR  |
| ---- | --------------- | -- | -- | -- | -- | -- | -- | --- |
| 1    | K.C. Wizards    | 49 | 32 | 21 | 11 | 57 | 51 | +6  |
| 2    | L.A. Galaxy     | 44 | 32 | 16 | 16 | 55 | 44 | +11 |
| 3    | Dallas Burn     | 42 | 32 | 16 | 16 | 55 | 49 | +6  |
| 4    | Colorado Rapids | 38 | 32 | 14 | 18 | 50 | 59 | -9  |
| 5    | San Jose Clash  | 30 | 32 | 12 | 20 | 55 | 59 | -4  |

Legenda:

      Vincitrice del MLS Supporters' Shield e ammessa agli MLS Cup Playoffs.

      Ammesse agli MLS Cup Playoffs.

## MLS Cup Playoffs

### Semifinali di Conference

#### Andata
| Arbitro: | Tim Weyland |

|                                  |           |           |
| Wegerle 13’, 56’ Moreno 65’, 76’ | Marcatori | 89’ Burns |

| Arbitro: | Noel Kenny |

|            |           |                      |
| Gilmar 35’ | Marcatori | 11’ Farrell 83’ Wood |

| Pasadena 5 ottobre 1997, ore 00:00 UTC-4 | L.A. Galaxy | 0 – 1 referto | Dallas Burn | Rose Bowl (18.921 spett.)\| Arbitro: \| Kevin Stott \| |
| Arbitro:                                 | Kevin Stott |               |             |                                                        |

| Arbitro: | Brian Hall |

|  |           |                                   |
|  | Marcatori | 25’ Henderson 67’ Bravo 75’ Paule |

#### Ritorno
| Foxborough 8 ottobre 1997, ore 19:30 UTC-4 | N.E. Revolution | 1 – 2 referto | D.C. United | Foxboro Stadium (16.233 spett.) |

| Arbitro: | Joshua Pattlak |

|                          |           |  |
| McBride 43’ Warzycha 73’ | Marcatori |  |

| Arbitro: | Esse Baharmast |

|                                 |           |  |
| Washington 29’, 69’ Peinado 86’ | Marcatori |  |

| Arbitro: | Paul Tamberino |

|                           |           |                       |
| Bravo 16’, 68’ Harris 83’ | Marcatori | 9’ Takawira 88’ Preki |

### Finali di Conference

#### Andata
| Arbitro: | Kevin Terry |

|                              |           |                        |
| Sanneh 9’, 45’ Díaz Arce 29’ | Marcatori | 57’ Farrell 73’ Dooley |

| Arbitro: | Kevin Stott |

|  |           |               |
|  | Marcatori | 42’ Henderson |

#### Ritorno
| Arbitro: | Arturo Angeles |

|  |           |               |
|  | Marcatori | 47’ Díaz Arce |

| Arbitro: | Noel Kenny |

|                         |           |            |
| Patiño 2’ Henderson 87’ | Marcatori | 5’ Álvarez |

### Finale MLS Cup
| Arbitro: | Brian Hall |

|                       |           |         |
| Moreno 37’ Sanneh 68’ | Marcatori | 75’ Paz |

## Premi

### Giocatore della settimana
| Giornata    | Giocatore             | Squadra                |
| ----------- | --------------------- | ---------------------- |
| Giornata 1  | Dave Salzwedel        | San Jose Clash         |
| Giornata 2  | Giuseppe Galderisi    | Tampa Bay Mutiny       |
| Giornata 3  | Carlos Valderrama     | Tampa Bay Mutiny       |
| Giornata 4  | Raúl Díaz Arce        | D.C. United            |
| Giornata 5  | Dante Washington      | Dallas Burn            |
| Giornata 6  | Roberto Donadoni      | MetroStars             |
| Giornata 7  | Doctor Khumalo        | Columbus Crew          |
| Giornata 8  | Damian Álvarez        | Dallas Burn            |
| Giornata 9  | Chiquinho Conde       | New England Revolution |
| Giornata 10 | Preki                 | Kansas City Wizards    |
| Giornata 11 | Eric Wynalda          | San Jose Clash         |
| Giornata 12 | Preki                 | Kansas City Wizards    |
| Giornata 13 | Gilmar                | Tampa Bay Mutiny       |
| Giornata 14 | Paul Bravo            | Colorado Rapids        |
| Giornata 15 | Tab Ramos             | MetroStars             |
| Giornata 16 | Dante Washington      | Dallas Burn            |
| Giornata 17 | Antony de Ávila       | MetroStars             |
| Giornata 18 | Gilmar                | Tampa Bay Mutiny       |
| Giornata 19 | Wolde Harris          | Colorado Rapids        |
| Giornata 20 | Thomas Dooley         | Columbus Crew          |
| Giornata 21 | Giovanni Savarese     | MetroStars             |
| Giornata 22 | Marco Etcheverry      | D.C. United            |
| Giornata 23 | Eduardo Hurtado       | Los Angeles Galaxy     |
| Giornata 24 | Cobi Jones            | Los Angeles Galaxy     |
| Giornata 25 | Martín Arturo Vásquez | Los Angeles Galaxy     |
| Giornata 26 | Marcelo Balboa        | Colorado Rapids        |

### Giocatore del mese
| Mese      | Giocatore    | Squadra                |
| --------- | ------------ | ---------------------- |
| Aprile    | Jaime Moreno | D.C. United            |
| Maggio    | Alain Sutter | Dallas Burn            |
| Giugno    | John Harkes  | D.C. United            |
| Luglio    | Wélton       | Los Angeles Galaxy     |
| Agosto    | Brad Friedel | Columbus Crew          |
| Settembre | Walter Zenga | New England Revolution |